# Lákones
Lákones (Lakones) är en ort i Grekland.   Den ligger i prefekturen Nomós Kerkýras och regionen Joniska öarna, i den västra delen av landet, 400 km nordväst om huvudstaden Aten. Lákones ligger 132 meter över havet och antalet invånare är 384. Den ligger på ön Korfu.
Terrängen runt Lákones är lite kuperad. Havet är nära Lákones åt sydväst. Runt Lákones är det ganska tätbefolkat, med 214 invånare per kvadratkilometer. Närmaste större samhälle är Korfu, 19,2 km öster om Lákones. I omgivningarna runt Lákones växer i huvudsak blandskog.